# Nati il 9 marzo
| Questa pagina contiene informazioni ricavate automaticamente dalle voci biografiche con l'ausilio del template Bio e di un bot. L'aggiornamento è periodico e automatico e ricostruisce completamente la pagina. Se manca una persona in questa lista, sei pregato di non aggiungerla, ma accertati piuttosto che la sua voce biografica contenga il template Bio e che i dati anagrafici siano correttamente compilati. Se il template Bio manca, inseriscilo tu stesso o, in alternativa, metti l'avviso {{tmp\|Bio}} che ne segnala la mancanza. Se i dati riportati sono sbagliati, correggi direttamente la voce biografica; le modifiche saranno visibili in questa lista entro pochi giorni. Per chiarimenti vedi il progetto biografie. La lista contiene solo le 1.201 persone che sono citate nell'enciclopedia e per le quali è stato implementato correttamente il template Bio. Pagina aggiornata al 17 ago 2025. |

## VI secolo(1)
- 512 - Teodorico di Mont-d'Or, santo e abate franco († 533)

## XII secolo(1)
- 1190 - Pedro González, religioso spagnolo († 1246)

## XIII secolo(3)
- 1212 - Ugo IV di Borgogna, duca francese († 1272)
- 1285 - Go-Nijō, imperatore giapponese († 1308)
- 1291 - Cangrande I della Scala, condottiero italiano († 1329)

## XV secolo(4)
- 1421 - Francesco Sassetti, banchiere italiano († 1490)
- 1454 - Amerigo Vespucci, navigatore, esploratore e cartografo italiano († 1512)
- 1486 - Filippo de' Nerli, storico italiano († 1557)
- 1488 - Girolamo della Robbia, ceramista italiano († 1566)

## XVI secolo(7)
- 1502 - Margherita Antoniazzi, religiosa italiana († 1565)
- 1551 - Alessandro Alberti, pittore italiano († 1596)
- 1554 - Ascanio Persio, linguista, umanista e grecista italiano († 1610)
- 1561 - Venceslao d'Asburgo, austriaco († 1578)
- 1564 - David Fabricius, astronomo olandese († 1617)
- 1568 - Luigi Gonzaga, gesuita e santo italiano († 1591)
- 1589 - Baltasar Moscoso y Sandoval, cardinale e arcivescovo cattolico spagnolo († 1665)

## XVII secolo(16)
- 1625 - Tommaso Amantini, stuccatore e ceramista italiano († 1675)
- 1627 - Thomas Howard, V duca di Norfolk, nobile inglese († 1677)
- 1629 - Sebastiano Valfrè, presbitero italiano († 1710)
- 1636 - Stefano Cassiani, pittore e monaco cristiano italiano († 1714)
- 1644 - Cristina Federica di Württemberg, nobile († 1674)
- 1651 - Philipp Sigmund von Dietrichstein, nobile e politico austriaco († 1716)
- 1661 - Curzio Origo, cardinale italiano († 1737)
- 1662 - Franz Anton von Sporck, letterato boemo († 1738)
- 1663 - Sofia Augusta di Anhalt-Zerbst, nobile († 1694)
- 1668 - Augustin Coppens, pittore e incisore fiammingo († 1740)
- 1671 - Pietro Secondo Radicati di Cocconato e Celle, vescovo cattolico e nobile italiano († 1729)
- 1673 - Bartolomeo Pucci, vescovo cattolico italiano († 1737)
- 1683 - Bartolomeo Corsini, nobile, politico e diplomatico italiano († 1752)
- 1694 - Giovanni Stefano Carbonelli, compositore italiano († 1772)
- 1695 - Martín Sarmiento, religioso e saggista spagnolo († 1772)
- 1697 - Friederike Caroline Neuber, attrice teatrale tedesca († 1760)

## XVIII secolo(34)
- 1705 - Tommaso Temanza, architetto, ingegnere idraulico e scrittore italiano († 1789)
- 1713 - Pëtr Borisovič Šeremetev, ufficiale russo († 1788)
- 1721 - Carolina del Palatinato-Zweibrücken-Birkenfeld, nobile tedesca († 1774)
- 1723 - Giacomo Leonardis, incisore italiano († 1797)
- 1723 - Teresa Eletta Rivetti, mistica, scrittrice e monaca cristiana italiana († 1790)
- 1731 - Johann Andreas Schachtner, trombettista, violinista e librettista tedesco († 1795)
- 1733 - Lev Aleksandrovič Naryškin, nobile russo († 1799)
- 1734 - Francisco Bayeu, pittore spagnolo († 1795)
- 1737 - Josef Mysliveček, compositore ceco († 1781)
- 1742 - Benedetto Solari, vescovo cattolico italiano († 1814)
- 1749 - Honoré Gabriel Riqueti de Mirabeau, politico, scrittore e diplomatico francese († 1791)
- 1750 - Johann Friedrich August Tischbein, pittore tedesco († 1812)
- 1751 - Sébastien Gérardin, naturalista, ornitologo e botanico francese († 1816)
- 1756 - Luisa di Sassonia-Gotha-Altenburg, nobile tedesca († 1808)
- 1758 - Franz Joseph Gall, medico tedesco († 1828)
- 1759 - Charles-Louis Huguet de Sémonville, politico e diplomatico francese († 1839)
- 1762 - Luigi Canonica, architetto e urbanista svizzero († 1844)
- 1762 - Marija Alekseevna Senjavina, nobildonna russa († 1822)
- 1763 - William Cobbett, politico e giornalista britannico († 1835)
- 1766 - Ignacio Elizondo, generale spagnolo († 1813)
- 1768 - Enrico Luigi di Nassau-Saarbrücken, principe tedesco († 1797)
- 1769 - Luigi Sacco, medico italiano († 1836)
- 1771 - Henry Clinton, generale e politico britannico († 1829)
- 1773 - Urbano Del Drago Biscia Gentili, principe italiano († 1851)
- 1773 - Isaac Hull, ammiraglio statunitense († 1843)
- 1774 - Louis Say, imprenditore francese († 1840)
- 1775 - Constance Mayer, pittrice francese († 1821)
- 1776 - Giuseppe d'Asburgo-Lorena, nobile e politico austriaco († 1847)
- 1777 - Aleksander Orłowski, pittore, litografo e incisore polacco († 1832)
- 1784 - Alois Ugarte, politico e nobile boemo († 1845)
- 1791 - Nicolas Levasseur, basso francese († 1871)
- 1794 - Emmanuel Bailly, religioso e giornalista francese († 1861)
- 1795 - Constant Douillard, architetto francese († 1878)
- 1800 - Alexandre Glais-Bizoin, politico francese († 1877)

## XIX secolo(157)
- 1803 - Hippolyte-Joseph Cuvelier, pittore francese († 1876)
- 1806 - Pietro Marchelli, architetto italiano († 1874)
- 1809 - Ferdinand Heine, naturalista tedesco († 1894)
- 1809 - Louis Meijer, pittore olandese († 1866)
- 1809 - Bettino Ricasoli, nobile e politico italiano († 1880)
- 1809 - Francesco Salvolini, egittologo italiano († 1838)
- 1810 - Johann Georg Kastner, compositore francese († 1867)
- 1811 - Ernst Hähnel, scultore tedesco († 1891)
- 1811 - Jeanne Émilie de Villeneuve, religiosa francese († 1854)
- 1812 - Ludwig Franz Alexander Winther, patologo e oculista tedesco († 1871)
- 1813 - Timofej Nikolaevič Granovskij, storico russo († 1855)
- 1814 - John Evans, politico e medico statunitense († 1897)
- 1814 - Taras Hryhorovyč Ševčenko, poeta, scrittore e patriota ucraino († 1861)
- 1817 - Domenico Bellini, patriota italiano († 1889)
- 1817 - Biagio Brasini, imprenditore italiano († 1899)
- 1817 - Giuseppe Milesi Pironi Ferretti, cardinale italiano († 1873)
- 1817 - Francisco del Rosario Sánchez, politico dominicano († 1861)
- 1818 - Ferdinand Joachimsthal, matematico tedesco († 1861)
- 1821 - Napoleon Sarony, fotografo e litografo statunitense († 1896)
- 1821 - Adelaide di Schaumburg-Lippe, principessa († 1899)
- 1824 - Leland Stanford, politico statunitense († 1893)
- 1824 - Pellegrino Tonini, presbitero, numismatico e archeologo italiano († 1884)
- 1825 - Marija Michajlovna Romanova, nobile russa († 1846)
- 1829 - Leon Gouin, ingegnere, imprenditore e archeologo francese († 1888)
- 1829 - Edward Orton, geologo statunitense († 1899)
- 1830 - Manuel Silvela y de Le Vielleuze, avvocato, scrittore e politico spagnolo († 1892)
- 1832 - Angelo Baldassarri, patriota e militare italiano († 1864)
- 1836 - Daniel Peter, artigiano svizzero († 1919)
- 1838 - Ludwig Gumplowicz, sociologo polacco († 1909)
- 1840 - Henri Cazalis, poeta e medico francese († 1909)
- 1844 - Giuseppe Fagnano, presbitero e missionario italiano († 1916)
- 1845 - Vincenzo Grossi, presbitero italiano († 1917)
- 1845 - Charles James Lyall, funzionario britannico († 1920)
- 1845 - Wilhelm Friedrich Philipp Pfeffer, botanico tedesco († 1920)
- 1846 - Emil Warburg, fisico tedesco († 1931)
- 1847 - Francis Ogilvy-Grant, X conte di Seafield, nobile scozzese († 1888)
- 1847 - Giacinto Guglielmi, politico italiano († 1911)
- 1847 - Martin-Pierre Marsick, violinista e docente belga († 1924)
- 1849 - Robert Barrett Browning, pittore e scultore britannico († 1912)
- 1849 - Friedrich Erlenmeyer, psichiatra tedesco († 1926)
- 1849 - Harry Jefferson, velista britannico († 1918)
- 1849 - Ignazio Testasecca, imprenditore, politico e filantropo italiano († 1929)
- 1850 - Josias von Heeringen, generale tedesco († 1926)
- 1850 - Alexandre Luigini, compositore e direttore d'orchestra francese († 1906)
- 1851 - Angelo Lanzoni, ingegnere e imprenditore italiano († 1919)
- 1853 - Mario Michielli, compositore italiano
- 1853 - Nicholas Spit, vescovo vetero-cattolico olandese († 1929)
- 1854 - Francesco Matarazzo, imprenditore italiano († 1937)
- 1855 - Warren Earp, pistolero statunitense († 1900)
- 1855 - Emilio Mauri, pittore venezuelano († 1908)
- 1856 - Edward Goodrich Acheson, chimico statunitense († 1931)
- 1856 - Jules-Albert De Dion, inventore, imprenditore e politico francese († 1946)
- 1858 - Eugenio Ficalbi, zoologo e entomologo italiano († 1922)
- 1859 - Peter Altenberg, scrittore, poeta e aforista austriaco († 1919)
- 1859 - Jakob Hamburger, fisiologo olandese († 1924)
- 1861 - Ursmer Berlière, teologo belga († 1932)
- 1861 - Giuseppe Casciaro, pittore italiano († 1941)
- 1861 - Feodor Yulievich Levinson-Lessing, geologo russo († 1939)
- 1862 - Eduard Lebiedzki, pittore austriaco († 1915)
- 1862 - Nikolaj Kornil'evič Pimonenko, pittore ucraino († 1912)
- 1862 - Georges-Fernand Widal, medico e batteriologo francese († 1929)
- 1866 - Robert Engels, pittore, incisore e illustratore tedesco († 1926)
- 1868 - Edgardo Cassani, clarinettista, direttore d'orchestra e compositore italiano († 1936)
- 1869 - Angiolo Cabrini, sindacalista, politico e giornalista italiano († 1937)
- 1869 - William Grebe, schermidore statunitense († 1960)
- 1869 - Luigi Mozzani, liutaio, chitarrista e compositore italiano († 1943)
- 1869 - Paul Maurice Pallary, zoologo francese († 1942)
- 1869 - Leslie T. Peacocke, sceneggiatore, regista e attore statunitense († 1941)
- 1870 - Romea Ravazzi, pittrice italiana († 1942)
- 1871 - Antonino Grimaldi di Serravalle, politico e militare italiano († 1956)
- 1871 - Granville Redmond, pittore e attore statunitense († 1935)
- 1872 - Ella Ewing, statunitense († 1913)
- 1874 - John Duncan Fergusson, artista britannico († 1961)
- 1874 - Vilis Plūdons, poeta lettone († 1940)
- 1874 - Mansueto Pometta, politico svizzero († 1962)
- 1875 - Donald Mennie, imprenditore e fotografo scozzese († 1944)
- 1875 - Evelyn Sears, tennista statunitense († 1966)
- 1875 - Juan de Dios Martínez, politico ecuadoriano († 1955)
- 1877 - Emil Abderhalden, biochimico svizzero († 1950)
- 1877 - Stu Stickney, golfista statunitense († 1932)
- 1879 - David Landau, attore statunitense († 1935)
- 1879 - Agnes Miegel, scrittrice, poetessa e giornalista tedesca († 1964)
- 1879 - Carlo Tresca, sindacalista, giornalista e editore italiano († 1943)
- 1880 - Terry McGovern, pugile statunitense († 1918)
- 1880 - Terenzio Tocci, politico albanese († 1945)
- 1881 - Ernest Bevin, politico britannico († 1951)
- 1882 - Lucien Marius Gustave Cayol, ammiraglio francese († 1975)
- 1882 - Tito Marrone, poeta e commediografo italiano († 1967)
- 1883 - Ferdinando Chiapirone, calciatore italiano († 1936)
- 1883 - Nicola Ciletti, pittore italiano († 1967)
- 1883 - Walter Forstmann, militare tedesco († 1973)
- 1883 - Umberto Saba, poeta e scrittore italiano († 1957)
- 1883 - Ubaldo Scanagatta, generale italiano († 1940)
- 1884 - Giacomo Cireni, circense italiano († 1956)
- 1884 - Carl Holmberg, ginnasta svedese († 1909)
- 1884 - Ralph Morgan, dirigente sportivo statunitense († 1965)
- 1885 - Ladislaus Dlabac, calciatore austriaco
- 1886 - Joe Bordeaux, attore statunitense († 1950)
- 1886 - Ken Edwards, golfista statunitense († 1952)
- 1886 - Werner Kempf, generale tedesco († 1964)
- 1887 - Henri Bédarida, italianista, critico letterario e saggista francese († 1957)
- 1887 - Henri Moigneu, calciatore francese († 1937)
- 1887 - Allan Sears, attore statunitense († 1942)
- 1888 - Carlo Azimonti, giornalista e sindacalista italiano († 1958)
- 1888 - Giustiniano Bellavitis, militare e calciatore italiano († 1944)
- 1888 - Francesco Buttafuoco, generale italiano († 1969)
- 1888 - Francesco Costa, calciatore italiano († 1927)
- 1888 - Béatrix Dussane, attrice francese († 1969)
- 1888 - Nemika Sultan, principessa ottomana († 1969)
- 1888 - André Favory, pittore e illustratore francese († 1937)
- 1888 - Virgilio Ferrari, medico e politico italiano († 1975)
- 1888 - Haniel Long, poeta e scrittore statunitense († 1956)
- 1888 - Raquel Meller, cantante e attrice spagnola († 1962)
- 1889 - Grigorij Jakovlevič Levenfiš, scacchista sovietico († 1961)
- 1889 - Siegfried Marck, filosofo e politico tedesco († 1957)
- 1890 - Vjačeslav Michajlovič Molotov, politico, diplomatico e rivoluzionario sovietico († 1986)
- 1890 - Juris Rēdlihs, allenatore di calcio e arbitro di calcio lettone († 1971)
- 1890 - Paolo Toffanin, avvocato italiano († 1971)
- 1891 - Eden Fumagalli, imprenditore italiano († 1971)
- 1891 - José P. Laurel, politico, avvocato e giudice filippino († 1959)
- 1891 - Kurt Latte, filologo classico tedesco († 1964)
- 1891 - Francis Pegahmagabow, militare, politico e attivista nativo americano († 1952)
- 1892 - Italo Casini, bobbista italiano († 1937)
- 1892 - David Garnett, scrittore e editore britannico († 1981)
- 1892 - Gustav Holm, calciatore norvegese († 1971)
- 1892 - Walter Miller, attore statunitense († 1940)
- 1892 - Georges Pelletier-Doisy, generale e aviatore francese († 1953)
- 1892 - Frank Puglia, attore italiano († 1975)
- 1892 - Mátyás Rákosi, politico ungherese († 1971)
- 1892 - Vita Sackville-West, poetessa, scrittrice e botanica inglese († 1962)
- 1892 - Josef Weinheber, poeta austriaco († 1945)
- 1893 - Claude France, attrice francese († 1928)
- 1893 - Roberto Fronte, calciatore italiano
- 1893 - Hans Münch, direttore d'orchestra, compositore e violoncellista francese († 1983)
- 1894 - Aage Brix, calciatore statunitense († 1963)
- 1894 - Giovanni Inghilleri, baritono italiano († 1959)
- 1894 - Giovanni Panza, pittore italiano († 1989)
- 1895 - Carlo Castelnuovo delle Lanze, militare italiano († 1917)
- 1895 - William C. Chase, generale statunitense († 1986)
- 1895 - Wallace Fox, regista statunitense († 1958)
- 1895 - Albert Göring, imprenditore, ingegnere e filantropo tedesco († 1966)
- 1895 - Ruggero Romano, politico italiano († 1945)
- 1896 - Charles Krüger, calciatore lussemburghese († 1990)
- 1896 - Umberto Tommasini, anarchico italiano († 1980)
- 1897 - Hilliard Brooke Bell, aviatore canadese († 1960)
- 1897 - Ottorino Marcolini, presbitero italiano († 1978)
- 1897 - Song Junfu, allenatore di pallacanestro cinese († 1977)
- 1898 - Antonio Costa, monaco cristiano e presbitero italiano († 1944)
- 1898 - Tudor Collins, fotografo neozelandese († 1970)
- 1899 - Jules Dewaquez, calciatore francese († 1971)
- 1899 - Giuseppe Antonio Ferretto, cardinale italiano († 1973)
- 1900 - Aimone di Savoia-Aosta, militare e ammiraglio italiano († 1948)
- 1900 - Arnaldo Bartoli, pittore italiano († 1993)
- 1900 - Marisa Mori, pittrice italiana († 1985)
- 1900 - Ermenegildo Negri, calciatore e allenatore di calcio italiano
- 1900 - Loren Ryder, effettista statunitense († 1985)
- 1900 - Sidney Webster, aviatore e militare britannico († 1984)

## XX secolo(947)
- 1901 - Modesto Denis, calciatore paraguaiano († 1956)
- 1901 - Joachim Hämmerling, biologo danese († 1980)
- 1902 - Luis Barragán, architetto e ingegnere messicano († 1988)
- 1902 - Will Geer, attore e attivista statunitense († 1978)
- 1902 - Ludwig Landgrebe, filosofo austriaco († 1991)
- 1902 - Elio Migliorini, geografo e esperantista italiano († 1988)
- 1902 - Johann Wenzel, agente segreto tedesco († 1969)
- 1902 - Carlo Zamporlini, calciatore italiano († 1996)
- 1903 - Mirko Bonačić, calciatore jugoslavo († 1989)
- 1903 - Rezső Emődi, calciatore ungherese († 1976)
- 1903 - José María García Lahiguera, arcivescovo cattolico spagnolo († 1989)
- 1903 - Fraňo Kráľ, poeta e scrittore slovacco († 1955)
- 1903 - Ville Mattila, fondista e sciatore di pattuglia militare finlandese († 1987)
- 1903 - Albert Gregory Meyer, cardinale e arcivescovo cattolico statunitense († 1965)
- 1903 - Hertha Wambacher, fisica austriaca († 1950)
- 1903 - Georgia White, cantante statunitense († 1980)
- 1904 - Gerald Abraham, musicologo britannico († 1988)
- 1904 - Tulio Botero Salazar, arcivescovo cattolico colombiano († 1981)
- 1904 - Amato Gastaldi, allenatore di calcio e calciatore italiano († 1981)
- 1904 - Arnold Hugh Martin Jones, storico britannico († 1970)
- 1904 - Silvio Pietroboni, calciatore italiano († 1987)
- 1904 - Cristiano Ridomi, giornalista e scrittore italiano († 1969)
- 1905 - Ugo Guandalini, editore e scrittore italiano († 1971)
- 1905 - Félix Labisse, pittore francese († 1982)
- 1905 - Héctor Lucchetti, schermidore argentino
- 1905 - Elio Steiner, attore italiano († 1965)
- 1905 - Rex Warner, scrittore e traduttore britannico († 1986)
- 1906 - Vincenzo D'Angelo, pittore, poeta e scrittore italiano († 1984)
- 1906 - Plácido Galindo, calciatore peruviano († 1988)
- 1906 - Dušan Marković, calciatore jugoslavo († 1974)
- 1906 - Sidney Meyers, regista, montatore e musicista statunitense († 1969)
- 1906 - David Smith, scultore statunitense († 1965)
- 1906 - Horst von Usedom, generale tedesco († 1970)
- 1907 - Juan Carlos Ceriani, insegnante uruguaiano († 1996)
- 1907 - Guido Duo, calciatore e allenatore di calcio italiano († 1979)
- 1907 - Baldur von Schirach, politico e militare tedesco († 1974)
- 1908 - Francesco Camusso, ciclista su strada italiano († 1995)
- 1908 - Alexandru Frim, bobbista rumeno († 1985)
- 1908 - Leonid Kmit, attore sovietico († 1982)
- 1908 - Israel Krupp, calciatore norvegese († 1991)
- 1908 - Paul Magès, progettista francese († 1999)
- 1908 - Novalyne Price Ellis, insegnante e scrittrice statunitense († 1999)
- 1908 - Sep Ruf, architetto tedesco († 1982)
- 1908 - Leonardo Sinisgalli, poeta, saggista e critico d'arte italiano († 1981)
- 1909 - Agostino Bertolotto, calciatore e allenatore di calcio italiano
- 1909 - Camillo Erba, ciclista su strada italiano († 1961)
- 1909 - Rodolphe Hiden, allenatore di calcio e calciatore austriaco († 1973)
- 1909 - Franco Magnani, generale italiano († 1965)
- 1910 - Samuel Barber, compositore statunitense († 1981)
- 1910 - William C. Gault, scrittore statunitense († 1995)
- 1910 - Eduard Hoornik, scrittore olandese († 1970)
- 1910 - Pierino Luraghi, calciatore italiano
- 1910 - S. Sylvan Simon, regista statunitense († 1951)
- 1911 - Bruno Conti, militare e partigiano italiano († 1943)
- 1911 - Rate Furlan, attore, sceneggiatore e regista italiano († 1989)
- 1911 - John Lounsbery, disegnatore, regista e animatore statunitense († 1976)
- 1911 - Clara Rockmore, musicista lituana († 1998)
- 1912 - Chantal Chaudé de Silans, scacchista francese († 2001)
- 1912 - Vittorio Felisati, pittore italiano († 2004)
- 1912 - Jacques de Vendeuvre, militare e aviatore francese († 1940)
- 1912 - Stanley Gerald Thompson, chimico statunitense († 1976)
- 1913 - Attilio Bulgheri, calciatore italiano († 1995)
- 1913 - Ed Mullen, cestista e allenatore di pallacanestro statunitense († 1988)
- 1913 - Remo Teglia, medico e scrittore italiano († 1975)
- 1914 - Aldo Casalinuovo, avvocato, giurista e politico italiano († 2000)
- 1914 - Alfredo Chighine, pittore e scultore italiano († 1974)
- 1914 - Enrico Coturri, medico e storico italiano († 1999)
- 1914 - Aleksandr Feklisov, agente segreto sovietico († 2007)
- 1914 - Edward Grierson, scrittore britannico († 1975)
- 1914 - Arnaldo Tagliatti, pugile e attore italiano († 1992)
- 1915 - Mario Brandimarte, calciatore italiano
- 1915 - Angelo Bredo, calciatore italiano († 1978)
- 1915 - Felice Leonardo, vescovo cattolico italiano († 2015)
- 1915 - Sergej Aleksandrovič Solov'ëv, calciatore, allenatore di calcio e hockeista su ghiaccio sovietico († 1967)
- 1916 - Attilio Firpo, partigiano italiano († 1945)
- 1916 - Puey Ungpakorn, economista thailandese († 1999)
- 1917 - Dante Fascell, politico statunitense († 1998)
- 1917 - Francesco Ferrero, militare italiano († 1943)
- 1917 - Algirdas Julien Greimas, linguista e semiologo lituano († 1992)
- 1917 - Luigi Gullo, politico italiano († 1998)
- 1917 - Seizaburō Yoshii, cestista giapponese († 1947)
- 1918 - Marguerite Chapman, attrice statunitense († 1999)
- 1918 - Vance Colvig, attore, compositore e doppiatore statunitense († 1991)
- 1918 - Cristoforo Moscioni Negri, scrittore italiano († 2000)
- 1918 - George Lincoln Rockwell, politico statunitense († 1967)
- 1918 - Mickey Spillane, scrittore, sceneggiatore e fumettista statunitense († 2006)
- 1919 - Carlo Grillo, scrittore, poeta e matematico italiano († 1990)
- 1919 - Ralph Miller, allenatore di pallacanestro statunitense († 2001)
- 1919 - Lola Müthel, attrice tedesca († 2011)
- 1920 - Piet Biesiadecki, bobbista statunitense († 2000)
- 1920 - Dario Ciccone, calciatore e allenatore di calcio italiano († 2008)
- 1920 - Francesco Locatelli, ciclista su strada italiano († 1978)
- 1920 - Franjo Mihalić, maratoneta e mezzofondista jugoslavo († 2015)
- 1921 - Carl Betz, attore statunitense († 1978)
- 1922 - Aldo Cucinelli, politico italiano († 1996)
- 1922 - Herb Douglas, lunghista statunitense († 2023)
- 1922 - Vittorio Frosini, giurista e filosofo italiano († 2001)
- 1922 - Giorgio Paglia, patriota, partigiano e antifascista italiano († 1944)
- 1922 - Felice Schragenheim, antifascista tedesca († 1944)
- 1923 - Luigi Callegari, militare e partigiano italiano († 1944)
- 1923 - Fielder Cook, regista, produttore televisivo e sceneggiatore statunitense († 2003)
- 1923 - André Courrèges, stilista francese († 2016)
- 1923 - Walter Kohn, fisico austriaco († 2016)
- 1923 - Augusto Magli, calciatore italiano († 1998)
- 1923 - Efrem Milanese, calciatore italiano († 2011)
- 1923 - Eustace Mullins, scrittore e saggista statunitense († 2010)
- 1923 - Nicola Zaccaria, basso greco († 2007)
- 1924 - Aristide Alafouzos, imprenditore e armatore greco († 2017)
- 1924 - Tom King, cestista statunitense († 2015)
- 1924 - Bob Mulvihill, cestista statunitense († 2016)
- 1924 - Gian Battista Opisso, calciatore e allenatore di calcio italiano († 1993)
- 1924 - Luciano Romagnoli, politico, partigiano e sindacalista italiano († 1966)
- 1924 - Ben Schadler, cestista statunitense († 2015)
- 1924 - Giuseppe Vari, regista e montatore italiano († 1993)
- 1924 - Franz Zigon, pallanuotista austriaco († 2023)
- 1925 - Silvio Cirielli, politico italiano († 1987)
- 1925 - Mahmoud Fayad, sollevatore egiziano († 2002)
- 1925 - Åke Johansson, attore e giornalista svedese († 2015)
- 1925 - Jack Smight, regista e attore statunitense († 2003)
- 1925 - Mario Villa, calciatore italiano
- 1926 - Nicola Lapenta, politico e avvocato italiano († 2018)
- 1926 - Celso Garrido Lecca, compositore peruviano († 2025)
- 1927 - Richie Ashburn, giocatore di baseball statunitense († 1997)
- 1927 - Will Ferdy, cantante e cabarettista belga († 2022)
- 1927 - Jaime de Armiñán, regista, sceneggiatore e drammaturgo spagnolo († 2024)
- 1928 - Franco Aureggi, ciclista su strada italiano († 2004)
- 1928 - Gino Biasi, architetto, pittore e scultore italiano († 1967)
- 1928 - Jacqueline Biny, cestista francese († 2008)
- 1928 - Gerald Bull, ingegnere canadese († 1990)
- 1928 - Gerardo Coque, calciatore e allenatore di calcio spagnolo († 2006)
- 1928 - Tatsumi Hijikata, coreografo giapponese († 1986)
- 1928 - Antonio Molina, attore, danzatore e cantante spagnolo († 1992)
- 1928 - Francisco Rivera, atleta portoricano († 2013)
- 1928 - Keely Smith, attrice e cantante statunitense († 2017)
- 1929 - Desmond Hoyte, politico guyanese († 2002)
- 1929 - Walter Monfrinotti, hockeista su pista italiano († 1997)
- 1929 - Lucien Morisse, produttore discografico francese († 1970)
- 1929 - Zillur Rahman, politico bangladese († 2013)
- 1929 - Dario Seratoni, calciatore italiano († 2012)
- 1929 - Marilyn Silverstone, fotoreporter inglese († 1999)
- 1930 - Ornette Coleman, sassofonista e compositore statunitense († 2015)
- 1930 - Taina Elg, ballerina e attrice finlandese († 2025)
- 1930 - Stephen Fumio Hamao, cardinale e arcivescovo cattolico giapponese († 2007)
- 1930 - Afanasij Kočetkov, attore sovietico († 2004)
- 1930 - Thomas Schippers, direttore d'orchestra statunitense († 1977)
- 1930 - Antonio Zani, calciatore italiano († 2017)
- 1931 - Francesca Colombini Cinelli, dirigente d'azienda italiana († 2022)
- 1931 - Franco Colombo, giornalista e dirigente pubblico italiano († 2002)
- 1931 - Roy Eugene Davis, saggista statunitense († 2019)
- 1931 - Rogelio Domínguez, calciatore e allenatore di calcio argentino († 2004)
- 1931 - León Febres Cordero, politico ecuadoriano († 2008)
- 1931 - Martin Harwit, astronomo statunitense
- 1931 - Marcel Heyninck, pallanuotista belga († 2013)
- 1931 - Gilles Perrault, scrittore e giornalista francese († 2023)
- 1931 - Masahiro Shinoda, regista e sceneggiatore giapponese († 2025)
- 1932 - Mario Cocco, ex calciatore italiano
- 1932 - Walter Mercado, personaggio televisivo, attore e astrologo portoricano († 2019)
- 1932 - Ermanno Righetto, ex calciatore italiano
- 1932 - Aristeidīs Roumpanīs, cestista e giavellottista greco († 2018)
- 1932 - Bobby Seith, allenatore di calcio e ex calciatore scozzese
- 1933 - Gabriel Mas, ex ciclista su strada spagnolo
- 1933 - Ennio Pintacuda, gesuita, sociologo e attivista italiano († 2005)
- 1933 - Lloyd Price, cantante statunitense († 2021)
- 1933 - Arthur Rowley, calciatore inglese († 2014)
- 1934 - Angelo Bortolon, ex calciatore italiano
- 1934 - Del Close, attore statunitense († 1999)
- 1934 - Jurij Gagarin, cosmonauta, aviatore e politico sovietico († 1968)
- 1934 - Milan Muškatirović, pallanuotista jugoslavo († 1993)
- 1934 - Mario Sarcinelli, economista, banchiere e dirigente pubblico italiano
- 1934 - Joyce Van Patten, attrice statunitense
- 1935 - Frank Burgess, cestista e giudice statunitense († 2010)
- 1935 - John Dacyshyn, ex cestista canadese
- 1935 - Pino Iacino, politico italiano († 2024)
- 1935 - Franco Mura, politico italiano († 2023)
- 1935 - Gianluigi Negri, calciatore italiano († 1992)
- 1935 - Andrew Viterbi, ingegnere e imprenditore statunitense
- 1936 - Robert Barry, artista statunitense
- 1936 - Lídia Dömölky-Sákovics, ex schermitrice ungherese
- 1936 - Mickey Gilley, cantante e musicista statunitense († 2022)
- 1936 - Dina Merhav, scultrice israeliana († 2022)
- 1936 - Elina Salo, attrice finlandese
- 1937 - Carlo Bini, tenore italiano († 2021)
- 1937 - Azio Corghi, compositore e musicologo italiano († 2022)
- 1937 - Tor Kamata, wrestler statunitense († 2007)
- 1937 - Brian Redman, ex pilota automobilistico britannico
- 1937 - Diana de Feo, giornalista e politica italiana († 2021)
- 1938 - Umberto Allemandi, editore italiano
- 1938 - Joseph Carrara, ciclista su strada francese († 2024)
- 1938 - Claudia Corradini, politica italiana
- 1938 - Federico De Leonardis, artista italiano
- 1938 - Franco Gianesello, ex calciatore italiano
- 1938 - Lill-Babs, cantante svedese († 2018)
- 1938 - Leonhard Nagenrauft, slittinista tedesco occidentale († 2017)
- 1938 - Harry Obeney, allenatore di calcio e ex calciatore inglese
- 1938 - Ryszard Parulski, schermidore polacco († 2017)
- 1938 - Charles Siebert, attore statunitense († 2022)
- 1938 - Giuseppe Tonucci, ciclista su strada italiano († 1988)
- 1938 - Bobby Walden, giocatore di football americano statunitense († 2018)
- 1939 - Jean-Pierre Chevènement, politico francese
- 1939 - Niklas Frank, scrittore e giornalista tedesco
- 1939 - Adriana Giuffrè, attrice italiana († 2023)
- 1939 - Eugene Lee, scenografo statunitense († 2023)
- 1939 - Sergio Mauri, cantante italiano
- 1939 - Rolando Mosca Moschini, generale italiano
- 1939 - Alexis Ponnet, ex arbitro di calcio belga
- 1939 - Dario Robbiani, giornalista, scrittore e politico svizzero († 2009)
- 1939 - Elena Zaniboni, arpista italiana
- 1940 - Jean-Jacques Debout, cantautore e compositore francese
- 1940 - Larisa Golubkina, attrice sovietica († 2025)
- 1940 - Raúl Juliá, attore portoricano († 1994)
- 1940 - Hans-Dieter Niedlich, cestista e allenatore di pallacanestro tedesco († 2019)
- 1940 - Władysław Nikiciuk, ex giavellottista polacco
- 1940 - Salvatore Novembre, operaio italiano († 1960)
- 1940 - Dénes Pócsik, pallanuotista ungherese († 2004)
- 1940 - Orazio Rancati, allenatore di calcio e calciatore italiano († 2023)
- 1940 - Umberto Ratti, ex calciatore italiano
- 1940 - Wanda Soprani, ex ginnasta italiana
- 1940 - Tat'jana Sorokina, ex cestista sovietica
- 1941 - Walter Albini, stilista italiano († 1983)
- 1941 - Paolo Curto, fotografo italiano
- 1941 - Andy Lochhead, calciatore scozzese († 2022)
- 1941 - Tsutomu Shibayama, regista, sceneggiatore e animatore giapponese
- 1941 - Hans Stimmann, architetto e urbanista tedesco
- 1941 - Trish Van Devere, attrice statunitense
- 1942 - Jim Beach, manager, produttore televisivo e produttore discografico britannico
- 1942 - John Cale, compositore, polistrumentista e produttore discografico gallese
- 1942 - Ion Caramitru, attore, regista teatrale e politico rumeno († 2021)
- 1942 - Robert M. Carter, geologo e paleontologo britannico († 2016)
- 1942 - Ștefan Haukler, schermidore rumeno († 2006)
- 1942 - Roberto Vezzani, ex sollevatore italiano
- 1943 - Mike Ferguson, allenatore di calcio e calciatore inglese († 2019)
- 1943 - Bobby Fischer, scacchista statunitense († 2008)
- 1943 - Bill Hodges, allenatore di pallacanestro statunitense
- 1943 - Gianpaolo Incerti, ex calciatore italiano
- 1943 - David Matthews, compositore britannico
- 1943 - Jef Raskin, programmatore statunitense († 2005)
- 1943 - Emanuele Sanna, politico italiano († 2012)
- 1943 - Wolfgang Scheidel, ex slittinista tedesco orientale
- 1943 - R. Brent Tully, astronomo canadese
- 1944 - Francesco Bottin, filosofo e storico della filosofia italiano
- 1944 - Gianluigi Calderone, regista italiano
- 1944 - Paola Quattrini, attrice italiana
- 1944 - Michael Strempel, calciatore tedesco orientale († 2018)
- 1945 - Robert Calvert, cantante e poeta sudafricano († 1988)
- 1945 - Flavio Caroli, critico d'arte e storico dell'arte italiano
- 1945 - Claudio Chieffo, cantautore e docente italiano († 2007)
- 1945 - Daniel Danieli, calciatore israeliano († 1977)
- 1945 - Carlo Di Cristofaro, ex calciatore italiano
- 1945 - Gaetano Di Maso, ex tennista italiano
- 1945 - Katja Ebstein, cantante e cabarettista tedesca
- 1945 - Don Horn, giocatore di football americano statunitense
- 1945 - Dennis Rader, serial killer statunitense
- 1945 - Antonio Restivo, fisico italiano
- 1945 - Gérard Saillant, chirurgo francese
- 1945 - Cocoa Samoa, wrestler samoano americano († 2007)
- 1945 - Robin Trower, chitarrista, cantante e compositore britannico
- 1945 - Ron Widby, giocatore di football americano e cestista statunitense († 2020)
- 1945 - Christian Winiger, calciatore svizzero († 2025)
- 1946 - Alexandra Bastedo, attrice britannica († 2014)
- 1946 - Daniela Bognolo, cestista italiana
- 1946 - Silvano Chinni, pittore e scultore italiano († 2011)
- 1946 - Bernd Hölzenbein, calciatore tedesco occidentale († 2024)
- 1946 - Manuela Kustermann, attrice italiana
- 1946 - Arnaud de Rosnay, surfista, fotografo e avventuriero francese († 1984)
- 1946 - Warren Skaaren, produttore cinematografico e sceneggiatore statunitense († 1990)
- 1946 - Fulvio Sodano, prefetto italiano († 2014)
- 1946 - Augusto Zucchi, attore, regista e sceneggiatore italiano
- 1947 - Guido Brignone, ex politico italiano
- 1947 - Robert Ciranko, predicatore statunitense
- 1947 - Guem, percussionista algerino († 2021)
- 1947 - Keri Hulme, scrittrice neozelandese († 2021)
- 1947 - Žarko Korać, politico e psicologo serbo
- 1947 - Roberto Marconcini, ex calciatore italiano
- 1947 - Emiliano Mondonico, calciatore e allenatore di calcio italiano († 2018)
- 1947 - John Wile, allenatore di calcio e ex calciatore inglese
- 1948 - Emma Bonino, politica italiana
- 1948 - László Lovász, matematico ungherese
- 1948 - Luigi Martella, vescovo cattolico italiano († 2015)
- 1948 - Antonio Neiwiller, attore, regista teatrale e drammaturgo italiano († 1993)
- 1948 - Jeffrey Osborne, cantante e paroliere statunitense
- 1948 - Joe Thomas, ex cestista statunitense
- 1949 - Dwaine Dillard, cestista statunitense († 2008)
- 1949 - Ernesto Fernández, ex schermidore messicano
- 1949 - Isabel Tocino, politica e avvocato spagnola
- 1949 - Barthold Kuijken, flautista belga
- 1949 - Luis Ramón Leirós, ex calciatore spagnolo
- 1949 - Mikha Pola Maqdassi, vescovo cattolico iracheno
- 1949 - Michel Roger, funzionario francese
- 1950 - Tony Adams, ex giocatore di football americano statunitense
- 1950 - Tore Antonsen, ex calciatore norvegese
- 1950 - Christian Damiano, allenatore di calcio e ex calciatore francese
- 1950 - Frank Joseph Dewane, vescovo cattolico statunitense
- 1950 - Oscar Lesca, allenatore di calcio e ex calciatore italiano
- 1950 - Mark Merlis, scrittore statunitense († 2017)
- 1950 - Andy North, golfista statunitense
- 1950 - Giovanna Rosa, saggista e critica letteraria italiana
- 1950 - Howard Shelley, pianista e direttore d'orchestra britannico
- 1950 - Danny Sullivan, pilota automobilistico statunitense
- 1950 - Diana Turbay, giornalista colombiana († 1991)
- 1951 - Norvell Austin, ex wrestler statunitense
- 1951 - Zakir Hussain, musicista indiano († 2024)
- 1951 - Maurizio Reti, doppiatore italiano
- 1951 - Gianni Risari, politico italiano
- 1951 - Ronnie Robinson, cestista statunitense († 2004)
- 1951 - Helen Zille, politica sudafricana
- 1952 - Bill Beaumont, ex rugbista a 15, imprenditore e dirigente sportivo britannico
- 1952 - William Kirby Cullen, attore statunitense
- 1952 - Pietro Maria Fragnelli, vescovo cattolico italiano
- 1952 - Amir Peretz, politico e sindacalista israeliano
- 1952 - Ruggero Po, giornalista e conduttore radiofonico italiano
- 1952 - Ul'jana Semënova, ex cestista sovietica
- 1952 - Alexandru Sătmăreanu, allenatore di calcio e ex calciatore rumeno
- 1953 - Vladislav Akimenko, ex velista sovietico
- 1953 - Iles Braghetto, politico italiano
- 1953 - Siro D'Alessandro, allenatore di calcio e ex calciatore italiano
- 1953 - Lauren Koslow, attrice statunitense
- 1953 - Sandra Lonardo, politica italiana
- 1954 - Teodor Anghelini, ex calciatore rumeno
- 1954 - Kamel Chebli, allenatore di calcio e ex calciatore tunisino
- 1954 - Carlos Ghosn, imprenditore brasiliano
- 1954 - Jimmy Haslam, imprenditore e dirigente sportivo statunitense
- 1954 - Policarp Malîhin, ex canoista rumeno
- 1954 - Chiara Rapaccini, artista, illustratrice e designer italiana
- 1954 - Bobby Sands, attivista e politico nordirlandese († 1981)
- 1954 - Jim Stewart, allenatore di calcio e ex calciatore scozzese
- 1954 - Jock Taylor, pilota motociclistico britannico († 1982)
- 1954 - Kevin Wade, sceneggiatore e produttore televisivo statunitense
- 1955 - Aleksandras Antipovas, ex mezzofondista sovietico
- 1955 - Jean-Luc Arribart, allenatore di calcio e ex calciatore francese
- 1955 - Francisco Bermejo, ex calciatore spagnolo
- 1955 - Fernando Bujones, ballerino e direttore artistico statunitense († 2005)
- 1955 - Mario Cordova, doppiatore, direttore del doppiaggio e attore italiano
- 1955 - Teo Fabi, ex pilota automobilistico italiano
- 1955 - Pat Murphy, scrittrice statunitense
- 1955 - Ornella Muti, attrice italiana
- 1955 - Franco Uncini, pilota motociclistico italiano
- 1955 - Jeff Wilkins, ex cestista statunitense
- 1955 - Francesco Zaffini, politico italiano
- 1956 - Arturo Brizio Carter, ex arbitro di calcio messicano
- 1956 - Chen Baoguo, attore cinese
- 1956 - Alejandro Giammattei, politico guatemalteco
- 1956 - Anna Kozmanová, ex cestista cecoslovacca
- 1956 - Sergej Larin, tenore russo († 2008)
- 1956 - Christian Levavasseur, ex ciclista su strada francese
- 1956 - Florence Maire, ex cestista francese
- 1956 - Enrique Martín Monreal, allenatore di calcio e ex calciatore spagnolo
- 1956 - György Nébald, ex schermidore ungherese
- 1956 - Tadeusz Płoski, vescovo cattolico polacco († 2010)
- 1956 - Keith Simpson, ex giocatore di football americano statunitense
- 1956 - Juan Torales, ex calciatore paraguaiano
- 1957 - Roberto Accornero, attore e doppiatore italiano
- 1957 - Susana García, ex cestista spagnola
- 1957 - Lourdes Gourriel, giocatore di baseball cubano
- 1957 - Bruce Heard, autore di giochi francese
- 1957 - Maryline Joly, ex cestista francese
- 1957 - Chris Lewis, ex tennista neozelandese
- 1957 - Mark Mancina, compositore e musicista statunitense
- 1957 - Karen Ogden, ex cestista australiana
- 1957 - Mona Sahlin, politica svedese
- 1957 - Oliver Stritzel, attore e doppiatore tedesco
- 1958 - Laurie Antonioli, cantautrice statunitense
- 1958 - Jean-Claude Bagot, ex ciclista su strada e dirigente sportivo francese
- 1958 - Linda Fiorentino, attrice e produttrice cinematografica statunitense
- 1958 - Michail Guceriev, imprenditore russo
- 1958 - Jack Kenny, attore, scrittore e produttore televisivo statunitense
- 1958 - Hans Stacey, pilota di rally olandese
- 1959 - Tom Amandes, attore statunitense
- 1959 - Monika Bader, ex sciatrice alpina tedesca
- 1959 - Angelo Conca, ex calciatore italiano
- 1959 - Giovanni di Lorenzo, giornalista italiano
- 1959 - Rodney A. Grant, attore statunitense
- 1959 - Giovanni Grazioli, ex velocista italiano
- 1959 - Takaaki Kajita, fisico giapponese
- 1959 - Nikita Koloff, ex wrestler statunitense
- 1959 - Jeff Lamp, ex cestista statunitense
- 1959 - Jarle Ødegaard, ex calciatore norvegese
- 1959 - Koen Peeters, scrittore belga
- 1959 - Marino Polini, ex ciclista su strada italiano
- 1959 - Lonny Price, attore, scrittore e regista statunitense
- 1959 - Michele Rinaldi, pilota motociclistico italiano
- 1959 - Shelley Thompson, attrice canadese
- 1959 - Perry Turnbull, ex hockeista su ghiaccio canadese
- 1959 - Vermelhinho, ex calciatore portoghese
- 1960 - Finn Carter, attrice statunitense
- 1960 - Elsa Cayat, psicanalista e scrittrice francese († 2015)
- 1960 - Arsenio González, ex ciclista su strada spagnolo
- 1960 - Hikmet Karaman, allenatore di calcio turco
- 1960 - Mike Leach, ex tennista statunitense
- 1960 - Onofrio Loseto, ex calciatore italiano
- 1960 - Anders Nordström, medico svedese
- 1960 - Željko Obradović, allenatore di pallacanestro e ex cestista jugoslavo
- 1960 - Mostafa Pourmohammadi, politico, funzionario e magistrato iraniano
- 1960 - Maho Shimizu, ex calciatrice giapponese
- 1960 - Thierry Vigneron, ex astista francese
- 1961 - Baek Jong-chul, allenatore di calcio e ex calciatore sudcoreano
- 1961 - Aldo Canti, velocista francese
- 1961 - John Friedberg, ex schermidore statunitense
- 1961 - Antonella Marino, giornalista e critica d'arte italiana
- 1961 - Rick Steiner, ex wrestler statunitense
- 1961 - Lino Straulino, musicista italiano
- 1961 - Guillermo Vecchio, allenatore di pallacanestro argentino
- 1961 - Darrell Walker, ex cestista e allenatore di pallacanestro statunitense
- 1962 - Cristina Bevilacqua, politica italiana
- 1962 - Ivan Brajović, politico montenegrino
- 1962 - Ivo De Palma, doppiatore italiano
- 1962 - Russ Fulcher, politico statunitense
- 1962 - Jan Furtok, calciatore polacco († 2024)
- 1962 - Pétur Guðmundsson, ex pesista e discobolo islandese
- 1962 - Emilio Iovio, ex hockeista su ghiaccio canadese
- 1962 - Melissa Prophet, attrice statunitense
- 1962 - Manfred Schullian, politico italiano
- 1963 - Kent Ferguson, tuffatore statunitense
- 1963 - Merja Hilanne, cestista finlandese († 2021)
- 1963 - Maurizio Stecca, ex pugile italiano
- 1963 - Jean-Marc Vallée, regista, sceneggiatore e montatore canadese († 2021)
- 1963 - Fernanda Villegas, politica cilena
- 1964 - Francisco Antequera, ex ciclista su strada e dirigente sportivo spagnolo
- 1964 - Sabah Benziadi, direttrice artistica, danzatrice e coreografa algerina
- 1964 - Juliette Binoche, attrice e ex modella francese
- 1964 - Paul Caligiuri, allenatore di calcio e ex calciatore statunitense
- 1964 - Alberto Elli, dirigente sportivo e ex ciclista su strada italiano
- 1964 - Herbert Fandel, ex arbitro di calcio tedesco
- 1964 - Tony Gentile, fotoreporter italiano
- 1964 - Niurca Herrera, ex cestista e dirigente sportiva dominicana
- 1964 - Phil Housley, allenatore di hockey su ghiaccio e ex hockeista su ghiaccio statunitense
- 1964 - Valérie Lemercier, attrice, cantante e regista francese
- 1964 - Eric Merk, ex calciatore e ex giocatore di calcio a 5 olandese
- 1964 - Ciro Muro, allenatore di calcio e ex calciatore italiano
- 1964 - Adriana Peña, politica uruguaiana
- 1964 - Gábor Pintér, arcivescovo cattolico ungherese
- 1964 - Keith Smith, ex cestista statunitense
- 1964 - Sondra Van Ert, ex sciatrice alpina e snowboarder statunitense
- 1964 - Pierguido Vanalli, politico italiano
- 1964 - Kurt Wimmer, sceneggiatore e regista statunitense
- 1965 - Brian Bosworth, attore e ex giocatore di football americano statunitense
- 1965 - Gerald Brom, illustratore statunitense
- 1965 - Vito Fossella, politico statunitense
- 1965 - Agnese Maffeis, ex discobola e pesista italiana
- 1965 - Mike Pollock, doppiatore statunitense
- 1965 - Antonio Saca, politico e giornalista salvadoregno
- 1966 - Alëna Azërnaja, pittrice russa
- 1966 - Petr Barna, ex pattinatore artistico su ghiaccio cecoslovacco
- 1966 - Paolo Casciaro, ex hockeista su ghiaccio italiano
- 1966 - Óscar Celada, ex calciatore spagnolo
- 1966 - Giorgio Furlan, dirigente sportivo, ex ciclista su strada e pistard italiano
- 1966 - Fabrizio Gatti, giornalista e scrittore italiano
- 1966 - Mario Governa, ex cestista italiano
- 1966 - Velizar Iliev, ex pentatleta bulgaro
- 1966 - Louis Oliver, ex giocatore di football americano statunitense
- 1966 - Marco Pascolo, ex calciatore svizzero
- 1966 - Blaise Piffaretti, ex calciatore svizzero
- 1966 - Maurizio Romano, doppiatore italiano († 2003)
- 1966 - Pascal Vahirua, allenatore di calcio e ex calciatore francese
- 1967 - Georges Adams, ex cestista e allenatore di pallacanestro francese
- 1967 - Eric Flaim, ex pattinatore di short track e pattinatore di velocità su ghiaccio statunitense
- 1967 - Salvatore Giuliano, politico italiano
- 1967 - Ellen Hillingsø, attrice e modella danese
- 1967 - Andrij Skvaruk, ex martellista ucraino
- 1967 - Nikolas Vogel, attore e giornalista tedesco († 1991)
- 1968 - Beniamino Bonomi, canoista italiano
- 1968 - Youri Djorkaeff, ex calciatore francese
- 1968 - Todd Domboski, avvocato statunitense († 2022)
- 1968 - Mami Kaneda, ex calciatrice giapponese
- 1968 - Johnny Kelly, batterista statunitense
- 1968 - Franck Khalfoun, regista, sceneggiatore e attore francese
- 1968 - Jorge Larrionda, ex arbitro di calcio uruguaiano
- 1968 - Rexy Mainaky, ex giocatore di badminton indonesiano
- 1968 - Pat Miletich, artista marziale misto statunitense
- 1968 - Monica Vanali, giornalista, conduttrice televisiva e ex pallavolista italiana
- 1968 - Reinaldo García Zapata, politico cubano
- 1969 - Mahmoud Abdul-Rauf, ex cestista statunitense
- 1969 - Carlos Bernegger, allenatore di calcio, dirigente sportivo e ex calciatore argentino
- 1969 - Peter Buckley, pugile inglese
- 1969 - Martin Frýdek, allenatore di calcio e ex calciatore ceco
- 1969 - Antonio Grimaldi, stilista italiano
- 1969 - Kimberly Guilfoyle, avvocato e scrittrice statunitense
- 1969 - Glenn Holm, ex calciatore norvegese
- 1969 - La India, cantante portoricana
- 1969 - Igor' Juščenko, allenatore di calcio e ex calciatore russo
- 1969 - Vladimír Kinder, ex calciatore slovacco
- 1969 - Roy Lassiter, ex calciatore statunitense
- 1969 - Michele Manganelli, direttore di coro, direttore d'orchestra e compositore italiano
- 1969 - Andrej Panadić, allenatore di calcio e ex calciatore jugoslavo
- 1969 - Adam Siegel, chitarrista e produttore discografico statunitense
- 1969 - Neil Strauss, giornalista e scrittore statunitense
- 1970 - Davide Bolognesi, dirigente sportivo, allenatore di calcio e ex calciatore italiano
- 1970 - Michele Cruciani, ex arbitro di calcio italiano
- 1970 - Clifford Etienne, ex pugile statunitense
- 1970 - Haluk Güngör, allenatore di calcio e ex calciatore turco
- 1970 - Jean Pierre Jeandat, pilota motociclistico francese
- 1970 - Martin Johnson, rugbista a 15 e allenatore di rugby a 15 inglese
- 1970 - Shannon Leto, batterista, attore e fotografo statunitense
- 1970 - Claudia López, politica e politologa colombiana
- 1970 - Vladan Milojević, allenatore di calcio e ex calciatore serbo
- 1970 - Simon Monjack, sceneggiatore, regista e produttore cinematografico britannico († 2010)
- 1970 - Gabriela Pando, hockeista su prato e allenatrice di hockey su prato argentina († 2024)
- 1970 - Mario Perrotta, attore, drammaturgo e regista teatrale italiano
- 1970 - María Eugenia Rodríguez Palop, politica e giurista spagnola
- 1970 - Miroslav Sovič, ex calciatore slovacco
- 1970 - Vadym Tkačuk, pentatleta ucraino
- 1971 - Kyle Balda, animatore e regista statunitense
- 1971 - Giuseppe Baronchelli, allenatore di calcio e ex calciatore italiano
- 1971 - C-Murder, rapper e attore statunitense
- 1971 - Judit Gal, traduttrice e scrittrice ungherese
- 1971 - Juanmi García, ex calciatore spagnolo
- 1971 - Jovita Jutelytė, ex cestista lituana
- 1971 - Emmanuel Lewis, attore statunitense
- 1971 - Diego Torres, cantante e attore argentino
- 1972 - Jodey Arrington, politico statunitense
- 1972 - Chen Gang, ex calciatore cinese
- 1972 - AZ, rapper statunitense
- 1972 - Fabrizio Ferrari, giornalista italiano
- 1972 - Henrik Fig, allenatore di calcio e ex calciatore danese
- 1972 - Lynda Holt, ex atleta paralimpica australiana
- 1972 - Gianni Iorio, fisarmonicista, pianista e compositore italiano
- 1972 - Jean Louisa Kelly, attrice e cantante statunitense
- 1972 - Gordon McCauley, ex ciclista su strada neozelandese
- 1972 - Josh Rouse, cantautore statunitense
- 1972 - Kerr Smith, attore statunitense
- 1972 - Eugenio Soto, ex cestista portoricano
- 1972 - Zsolt Varga, ex pallanuotista ungherese
- 1973 - Aaron Boone, ex giocatore di baseball e allenatore di baseball statunitense
- 1973 - Rona Hartner, attrice, cantante e musicista rumena († 2023)
- 1973 - Gary Holt, allenatore di calcio e ex calciatore scozzese
- 1973 - Tengiz Iremadze, filosofo georgiano
- 1973 - Raffaele Nevi, politico italiano
- 1973 - Gianluca Pini, politico italiano
- 1973 - David Prinosil, ex tennista tedesco
- 1973 - Matteo Salvini, politico italiano
- 1973 - Fabio Sguazzero, ex hockeista su ghiaccio italiano
- 1973 - Luis Vera, ex calciatore venezuelano
- 1974 - Daniele Beltrammi, ex calciatore italiano
- 1974 - Jurij Bilonoh, ex pesista ucraino
- 1974 - Álvaro Calustro, ex calciatore boliviano
- 1974 - Fabrizio Caracciolo, allenatore di calcio e ex calciatore italiano
- 1974 - Santiago Denia, allenatore di calcio e ex calciatore spagnolo
- 1974 - Jang Dae-il, ex calciatore sudcoreano
- 1974 - Óscar Martínez, ex tennista spagnolo
- 1974 - Esala Masi, ex calciatore figiano
- 1974 - Armen Nazarjan, lottatore armeno
- 1974 - Ismael Serrano, cantautore spagnolo
- 1974 - Sophie Schütt, attrice tedesca
- 1974 - Noriaki Sugiyama, doppiatore giapponese
- 1974 - Marco Velo, ex ciclista su strada italiano
- 1974 - Roland Vrabec, allenatore di calcio e ex calciatore tedesco
- 1975 - Plumb, cantautrice statunitense
- 1975 - Francis Aruwafu, ex calciatore salomonese
- 1975 - Jonathan Coleman, ex hockeista su ghiaccio statunitense
- 1975 - Adonal Foyle, ex cestista sanvincentino
- 1975 - Marcel Glăvan, ex canoista rumeno
- 1975 - Roy Makaay, allenatore di calcio e ex calciatore olandese
- 1975 - Mauro Marani, ex calciatore sammarinese
- 1975 - Lisa Miskovsky, cantante e musicista svedese
- 1975 - Anton Petrea, allenatore di calcio e ex calciatore rumeno
- 1975 - Chaske Spencer, attore statunitense
- 1975 - Miloš Timotijević, attore serbo
- 1975 - Juan Sebastián Verón, dirigente sportivo e ex calciatore argentino
- 1976 - Mauricio Aros, ex calciatore cileno
- 1976 - Christophe Bastien, ex calciatore francese
- 1976 - Stefano Brusa, doppiatore e direttore del doppiaggio italiano
- 1976 - Andrea Carpano, ex hockeista su ghiaccio italiano
- 1976 - Sonia Chase, ex cestista statunitense
- 1976 - Yamila Díaz, modella argentina
- 1976 - Barry Everitt, ex rugbista a 15 irlandese
- 1976 - Anier García, ostacolista cubano
- 1976 - Helena Juntunen, soprano finlandese
- 1976 - Ol'ga Kaliturina, ex altista russa
- 1976 - Francisco Mancebo, ciclista su strada e mountain biker spagnolo
- 1976 - Jaroslav Obšut, hockeista su ghiaccio slovacco
- 1976 - Wojciech Skupień, ex saltatore con gli sci polacco
- 1976 - Pål Strand, ex calciatore norvegese
- 1976 - Francesco Torselli, politico italiano
- 1977 - Sofrōnīs Augoustī, allenatore di calcio e ex calciatore cipriota
- 1977 - Elena Buruchina, ex fondista russa
- 1977 - Vincent Defrasne, ex biatleta francese
- 1977 - Radek Dvořák, ex hockeista su ghiaccio ceco
- 1977 - Rupert Evans, attore britannico
- 1977 - Pernille Harder, ex giocatrice di badminton danese
- 1977 - Irina Iordachescu, soprano rumeno
- 1977 - Ma Yongkang, ex calciatore cinese
- 1977 - Veronica Servente, ex ginnasta italiana
- 1977 - Maciej Terlecki, ex calciatore polacco
- 1978 - Leanda Cave, triatleta britannica
- 1978 - Amanda Fortier, ex fondista canadese
- 1978 - Lucas Neill, ex calciatore australiano
- 1978 - Katherine Parkinson, attrice e comica britannica
- 1978 - Chris Phillips, ex hockeista su ghiaccio canadese
- 1978 - Aliann Pompey, ex velocista guyanese
- 1978 - Marianne Rokne, ex pallamanista norvegese
- 1978 - Hans Somers, allenatore di calcio e ex calciatore belga
- 1978 - Gionatha Spinesi, ex calciatore italiano
- 1979 - Eric Chenowith, ex cestista statunitense
- 1979 - Francesca Fermi, danzatrice su ghiaccio italiana
- 1979 - Christian Friedel, attore e cantante tedesco
- 1979 - Slávka Frniaková, ex cestista slovacca
- 1979 - Oscar Isaac, attore guatemalteco
- 1979 - Thomas Johansson, ex snowboarder svedese
- 1979 - Ditte Kotzian, tuffatrice tedesca
- 1979 - Ivan Lazzarini, pilota motociclistico italiano
- 1979 - Melina, wrestler e modella statunitense
- 1979 - Jordan Pundik, cantante e chitarrista statunitense
- 1980 - Matt Barnes, ex cestista statunitense
- 1980 - Volker Bruch, attore tedesco
- 1980 - Chingy, rapper e attore statunitense
- 1980 - Anna Clyne, compositrice inglese
- 1980 - Gideon Gathimba, mezzofondista keniota
- 1980 - Matthew Gray Gubler, attore, modello e regista statunitense
- 1980 - Mlungisi Gumbi, ex calciatore sudafricano
- 1980 - Morten Jensen, allenatore di calcio e ex calciatore norvegese
- 1980 - Sof'ja Konuch, ex pallanuotista russa
- 1980 - Damián Macaluso, ex calciatore uruguaiano
- 1980 - Phil Martin, ex cestista canadese
- 1980 - Thibaut Petit, allenatore di pallacanestro belga
- 1980 - Hélder Rosário, ex calciatore portoghese
- 1981 - Nikky Blond, attrice pornografica ungherese († 2023)
- 1981 - Antonio Bryant, ex giocatore di football americano statunitense
- 1981 - Monica Graziana Contrafatto, militare e atleta paralimpica italiana
- 1981 - Chad Gilbert, cantante, chitarrista e produttore discografico statunitense
- 1981 - Esteban Herrera, ex calciatore argentino
- 1981 - Markus Jonsson, ex calciatore svedese
- 1981 - Li Na, ex schermitrice cinese
- 1981 - Igor Medved, ex saltatore con gli sci sloveno
- 1981 - Goran Rubil, ex calciatore croato
- 1981 - Müjde Yüksel, ex cestista turca
- 1981 - Željko Zagorac, ex cestista sloveno
- 1981 - Tiago de Melo Marinho, giocatore di calcio a 5 brasiliano
- 1982 - Ryan Bayley, ex pistard australiano
- 1982 - Érika Cristina de Souza, cestista brasiliana
- 1982 - Jean-François Exiga, pallavolista francese
- 1982 - Luca Guastini, attore italiano
- 1982 - Tobias Hysén, ex calciatore e allenatore di calcio svedese
- 1982 - Ian Lake, calciatore nevisiano
- 1982 - Mirjana Lučić-Baroni, tennista croata
- 1982 - Peter Marshall, ex nuotatore statunitense
- 1982 - Rachel Neylan, ciclista su strada australiana
- 1982 - Luciano Olguín, ex calciatore argentino
- 1982 - Carla Pandolfi, attrice argentina
- 1982 - Lindy West, scrittrice statunitense
- 1982 - Emi Yamamoto, calciatrice giapponese
- 1983 - Dája Bedáňová, ex tennista ceca
- 1983 - Françoise Bella, calciatrice camerunese
- 1983 - Bobby Campo, attore statunitense
- 1983 - Luke Charteris, ex rugbista a 15 e allenatore di rugby a 15 britannico
- 1983 - Clint Dempsey, ex calciatore statunitense
- 1983 - Roberto Ferrari, ex ciclista su strada italiano
- 1983 - Mykola Iščenko, ex calciatore ucraino
- 1983 - Aaron Johnson, cestista statunitense
- 1983 - Simon Johnson, ex calciatore inglese
- 1983 - Łukasz Juszkiewicz, ex calciatore polacco
- 1983 - Johan Kjølstad, ex fondista norvegese
- 1983 - Nwamiko Madden, attore canadese
- 1983 - Ioannis Masmanidis, ex calciatore tedesco
- 1983 - Maite Perroni, attrice e cantautrice messicana
- 1983 - Leonardo Santiago, ex calciatore brasiliano
- 1983 - Wayne Simien, ex cestista statunitense
- 1983 - Antonino Spadaccino, cantante italiano
- 1983 - Marko Šuler, dirigente sportivo e ex calciatore sloveno
- 1983 - Dmitrij Telegin, pentatleta russo
- 1983 - John Teller, sciatore freestyle statunitense
- 1983 - Douglas Renato de Jesus, ex calciatore brasiliano
- 1984 - Priscilla Ahn, cantautrice e musicista statunitense
- 1984 - Larissa Costa, modella brasiliana
- 1984 - Brian Cusworth, ex cestista statunitense
- 1984 - Hans Denissen, ex calciatore olandese
- 1984 - Simon Dominic, rapper sudcoreano
- 1984 - Marija Duskrjadčenko, pallavolista kazaka
- 1984 - Kamel Ghilas, ex calciatore algerino
- 1984 - Joseph Gilgun, attore britannico
- 1984 - Guillaume Gillet, allenatore di calcio e ex calciatore belga
- 1984 - Abdoulay Konko, allenatore di calcio e ex calciatore francese
- 1984 - Robert Kromm, pallavolista tedesco
- 1984 - Gustavo Lazzaretti de Araújo, ex calciatore brasiliano
- 1984 - Julia Mancuso, ex sciatrice alpina statunitense
- 1984 - Mark Manson, scrittore statunitense
- 1984 - Hanna Nooni, ex tennista svedese
- 1984 - Nathan Owens, modello e attore statunitense
- 1984 - Jerold Promes, ex calciatore olandese
- 1984 - Gilmar Silva Santos, ex calciatore brasiliano
- 1984 - Kenta Tokushige, calciatore giapponese
- 1985 - Wink Adams, ex cestista statunitense
- 1985 - Noize MC, rapper, cantautore e musicista russo
- 1985 - Zach Andrews, ex cestista e stuntman statunitense
- 1985 - Alex Baumann, ex bobbista svizzero
- 1985 - Brent Burns, hockeista su ghiaccio canadese
- 1985 - Sergio Cirio, ex calciatore spagnolo
- 1985 - Dominick Cruz, artista marziale misto statunitense
- 1985 - Makan Hislop, calciatore trinidadiano
- 1985 - Rigers Hoxha, ex calciatore albanese
- 1985 - Pastor Maldonado, ex pilota automobilistico venezuelano
- 1985 - Natal'ja Andreevna Pogonina, scacchista russa
- 1985 - Rodolfo Requelme, ex calciatore uruguaiano
- 1985 - Gergely Rudolf, ex calciatore ungherese
- 1985 - Ibrahim Saidaŭ, lottatore bielorusso
- 1985 - Wretch 32, rapper britannico
- 1985 - Georgie Welcome, calciatore honduregno
- 1985 - Zhan Shu, ex nuotatrice cinese
- 1985 - Zhang Yawen, giocatrice di badminton cinese
- 1986 - Dušan Alimpijević, allenatore di pallacanestro serbo
- 1986 - Bryan Bickell, ex hockeista su ghiaccio canadese
- 1986 - Damien Brunner, ex hockeista su ghiaccio svizzero
- 1986 - Camilo, calciatore brasiliano
- 1986 - Dyson Falzon, ex calciatore maltese
- 1986 - Jana Jordan, ex attrice pornografica statunitense
- 1986 - Anna Kulíšková, sciatrice alpina ceca
- 1986 - Patrick Mbeu, ex calciatore ruandese
- 1986 - Timur Mirošnyčenko, conduttore televisivo ucraino
- 1986 - Gevorg Nranyan, ex calciatore armeno
- 1986 - Paulo Obradović, pallanuotista croato
- 1986 - Hossam Ashour, ex calciatore egiziano
- 1986 - Kentarō Seki, ex calciatore giapponese
- 1986 - Brittany Snow, attrice statunitense
- 1986 - İvan Yefremov, sollevatore uzbeko
- 1986 - Lin Yu Chun, cantante e musicista taiwanese
- 1986 - Svetlana Školina, altista russa
- 1987 - Jeffrey Altheer, calciatore olandese
- 1987 - Luca Bormolini, biatleta italiano
- 1987 - Luigi Bruins, ex calciatore olandese
- 1987 - Abbas Dabbaghi, lottatore iraniano
- 1987 - Daniel Hudson, giocatore di baseball statunitense
- 1987 - Franklin Marén, lottatore cubano
- 1987 - Marta Milani, velocista e mezzofondista italiana
- 1987 - Bow Wow, rapper, attore e conduttore televisivo statunitense
- 1987 - Marko Ristić, ex calciatore serbo
- 1987 - Pirmin Schwegler, dirigente sportivo e ex calciatore svizzero
- 1987 - Andrew Tennant, ex pistard e ciclista su strada britannico
- 1987 - Pikku G, rapper finlandese
- 1987 - Michele Zerial, ex canoista italiano
- 1988 - Emanuel Bocchino, calciatore argentino
- 1988 - Lindsay Fletemier, ex pallavolista statunitense
- 1988 - Elena Furiase, attrice spagnola
- 1988 - Goran Gajović, cestista montenegrino
- 1988 - Cavid Hüseynov, allenatore di calcio e ex calciatore azero
- 1988 - Martin Juhár, calciatore slovacco
- 1988 - Hirotaka Kon, pallavolista giapponese
- 1988 - Stephen Lambdin, taekwondoka statunitense
- 1988 - Fabio Onidi, pilota automobilistico italiano
- 1988 - Tajuan Porter, ex cestista statunitense
- 1988 - Jerson Ribeiro, calciatore olandese
- 1988 - Diego Rigonato, ex calciatore brasiliano
- 1988 - Lee Winston Leandro da Silva Oliveira, calciatore brasiliano
- 1989 - Andrea Brooks, attrice, modella e conduttrice televisiva canadese
- 1989 - Florian Carvalho, mezzofondista e maratoneta francese
- 1989 - Elisa Caucci, calciatrice italiana
- 1989 - Klariza Clayton, attrice britannica
- 1989 - Rasmus Guldhammer, ex ciclista su strada danese
- 1989 - Patrick Hausding, tuffatore tedesco
- 1989 - Hong Un-jong, ginnasta nordcoreana
- 1989 - Anco Jansen, calciatore olandese
- 1989 - Kim Tae-yeon, cantante e attrice sudcoreana
- 1989 - Luca Martinelli, rugbista a 15 italiano
- 1989 - Keith McGill, giocatore di football americano statunitense
- 1989 - Giannīs Papadopoulos, ex calciatore greco
- 1989 - Alberto Pelagotti, ex calciatore italiano
- 1989 - Ayşecan Tatari, attrice turca
- 1990 - Daley Blind, calciatore olandese
- 1990 - Tomislav Brkić, tennista bosniaco
- 1990 - Felix Burmeister, ex calciatore tedesco
- 1990 - Bendik Bye, calciatore norvegese
- 1990 - Giuseppe Cristiano, attore italiano
- 1990 - James Ellisor, cestista statunitense
- 1990 - Milos Ganz, hockeista su ghiaccio italiano
- 1990 - Dantago Gurirab, velocista namibiano
- 1990 - Abdullah Hammoud, politico statunitense
- 1990 - Lukáš Hejda, calciatore ceco
- 1990 - Adriatik Hoxha, pesista albanese
- 1990 - Nicolas Höfler, calciatore tedesco
- 1990 - Bilel Ifa, calciatore tunisino
- 1990 - YG, rapper e attore statunitense
- 1990 - Tatsuki Machida, ex pattinatore artistico su ghiaccio giapponese
- 1990 - Aras Özbiliz, ex calciatore olandese
- 1990 - Mateusz Prus, ex calciatore polacco
- 1990 - Lukáš Třešňák, calciatore ceco
- 1990 - Kevin Wolze, allenatore di calcio e ex calciatore tedesco
- 1991 - Giannīs Anestīs, calciatore greco
- 1991 - Alfonso Benavides, canoista spagnolo
- 1991 - Matthew Briggs, ex calciatore inglese
- 1991 - Bruno Brígido, calciatore brasiliano
- 1991 - Jade Etherington, ex sciatrice alpina britannica
- 1991 - Marco Fuser, ex rugbista a 15 italiano
- 1991 - Trae Golden, cestista statunitense
- 1991 - Edwin Gyimah, calciatore ghanese
- 1991 - Deren Ibrahim, ex calciatore gibilterriano
- 1991 - Anna Innerhuber, calciatrice austriaca
- 1991 - Boštjan Kline, ex sciatore alpino sloveno
- 1991 - Yuki Mamiya, attrice giapponese
- 1991 - Nicolai Larsen, calciatore danese
- 1991 - Mihail Paseciniuc, ex calciatore moldavo
- 1991 - Nicola Quaglio, ex rugbista a 15 italiano
- 1991 - Wilma Salas, pallavolista cubana
- 1991 - Andrea Schenetti, calciatore italiano
- 1991 - Kristina Si, cantante russa
- 1991 - Federico Vanelli, nuotatore italiano
- 1991 - David Vaněček, calciatore ceco
- 1992 - Oke Akpoveta, calciatore nigeriano
- 1992 - Chikoti Chirwa, calciatore malawiano
- 1992 - Federico Coria, tennista argentino
- 1992 - Patrick Dogue, pentatleta tedesco
- 1992 - Alex Essoe, attrice canadese
- 1992 - Jamierra Faulkner, ex cestista statunitense
- 1992 - Fricky, rapper svedese
- 1992 - James Fulton, copilota di rally irlandese
- 1992 - Nikola Gatarić, calciatore croato
- 1992 - Shabir Isoufi, calciatore olandese
- 1992 - Cornelia Jakobs, cantante svedese
- 1992 - Tomasz Jaszczuk, lunghista polacco
- 1992 - Huang Jiabin, pugile cinese
- 1992 - João Pedro Geraldino dos Santos Galvão, calciatore brasiliano
- 1992 - Filip Mihaljević, calciatore croato
- 1992 - Paná, calciatore angolano
- 1992 - Mateusz Przybylko, altista tedesco
- 1992 - Strahinja Rašović, pallanuotista serbo
- 1992 - Jamie Reckord, calciatore inglese
- 1992 - Daniele Secci, ex pesista italiano
- 1992 - Gaspar Servio, calciatore argentino
- 1992 - Raphaël Stacchiotti, nuotatore lussemburghese
- 1992 - María Eugenia Suárez, attrice, cantante e modella argentina
- 1992 - Emile Paul Tendeng, ex calciatore senegalese
- 1992 - Luis Télles, calciatore messicano
- 1992 - Victor Ulloa, calciatore messicano
- 1992 - Núria Vilarrubla, canoista spagnola
- 1992 - Soukaphone Vongchiengkham, calciatore laotiano
- 1992 - Ionuț Andrei Șerban, calciatore rumeno
- 1993 - Nikola Aksentijević, calciatore serbo
- 1993 - Kenzie Anne, attrice pornografica statunitense
- 1993 - Éider Arévalo, marciatore colombiano
- 1993 - George Baldock, calciatore greco († 2024)
- 1993 - Stony Blyden, attore, rapper e batterista islandese
- 1993 - Lucas Campana, calciatore argentino
- 1993 - Carlos Miguel Tavares de Oliveira, calciatore portoghese
- 1993 - Daniel Catenacci, hockeista su ghiaccio canadese
- 1993 - Larnell Cole, calciatore inglese
- 1993 - Matija Cvek, cantante croato
- 1993 - Ali Fayez, calciatore iracheno
- 1993 - Jun'ya Itō, calciatore giapponese
- 1993 - Il'ja Ivanjuk, altista russo
- 1993 - Zakaria Labyad, calciatore olandese
- 1993 - John Mary, calciatore camerunese
- 1993 - Marcus Maye, giocatore di football americano statunitense
- 1993 - Kevin Medina, calciatore colombiano
- 1993 - Davit Minasyan, ex calciatore armeno
- 1993 - Richárd Nagy, nuotatore slovacco
- 1993 - Miikka Salomäki, hockeista su ghiaccio finlandese
- 1993 - Ion Sandu, calciatore moldavo
- 1993 - Matteo Solini, calciatore italiano
- 1993 - Stefano Sturaro, ex calciatore italiano
- 1993 - Suga, rapper, produttore discografico e compositore sudcoreano
- 1993 - Tom Trybull, calciatore tedesco
- 1993 - Alessio Zdrilich, rugbista a 15 italiano
- 1993 - Mirosław Ziętarski, canottiere polacco
- 1993 - Gino van Kessel, calciatore olandese
- 1994 - Jordan Amavi, calciatore francese
- 1994 - Réka Aschenbrenner, calciatrice ungherese
- 1994 - Jhon Cley, calciatore brasiliano
- 1994 - Mike Hilton, giocatore di football americano statunitense
- 1994 - Isaac Kimeli, mezzofondista belga
- 1994 - Domagoj Pavičić, calciatore croato
- 1994 - Markus Reiterberger, pilota motociclistico tedesco
- 1994 - Morgan Rielly, hockeista su ghiaccio canadese
- 1994 - André Luis Silva de Aguiar, calciatore brasiliano
- 1994 - Rasheed Sulaimon, cestista statunitense
- 1994 - Okay Yokuşlu, calciatore turco
- 1995 - Cristian Arango, calciatore colombiano
- 1995 - David Arap, calciatore croato
- 1995 - Amanda Benson, pallavolista statunitense
- 1995 - Ángel Correa, calciatore argentino
- 1995 - Yulián Díaz, giocatore di calcio a 5 colombiano
- 1995 - Guo Yihan, pattinatrice di short track cinese
- 1995 - Nadežda Karpova, calciatrice russa
- 1995 - Edwar López, calciatore colombiano
- 1995 - Emiliano Marcondes, calciatore danese
- 1995 - Deni Milošević, calciatore belga
- 1995 - Federico Paini, ex sciatore alpino italiano
- 1995 - Cierra Ramirez, attrice statunitense
- 1995 - Siinamota, tastierista, paroliere e compositore giapponese († 2015)
- 1995 - Baptiste Santamaria, calciatore francese
- 1995 - Ezequiel Unsain, calciatore argentino
- 1995 - Gunta Vaičule, velocista lettone
- 1995 - Andrej Žilkin, nuotatore russo
- 1996 - Gastón Alvite, calciatore uruguaiano
- 1996 - Maria Andrejczyk, giavellottista polacca
- 1996 - Laura Bilotta, tuffatrice italiana
- 1996 - Giulia Brazzarola, calciatrice italiana
- 1996 - Dan Cleary, calciatore irlandese
- 1996 - Rúben Macedo, calciatore portoghese
- 1996 - Stefano Gori, calciatore italiano
- 1996 - Sudirman Hadi, velocista indonesiano
- 1996 - Dawa Hotessa, calciatore etiope
- 1996 - Giorgio Minisini, nuotatore artistico italiano
- 1996 - José Ricardo Barbosa Ribeiro Drumond, calciatore brasiliano
- 1997 - João Carvalho, calciatore portoghese
- 1997 - Giulia Ciavarella, cestista italiana
- 1997 - Stefan Dabić, calciatore serbo
- 1997 - Paul Gartler, calciatore austriaco
- 1997 - Jerry Mawihmingthanga, calciatore indiano
- 1997 - Darsheel Safary, attore indiano
- 1997 - Glynn Watson, cestista statunitense
- 1997 - Niamh Wilson, attrice canadese
- 1998 - Myles Adams, giocatore di football americano statunitense
- 1998 - Sebastián Aguirre, attore messicano
- 1998 - Kosta Aleksić, calciatore serbo
- 1998 - Jan Bamert, calciatore svizzero
- 1998 - Tīna Graudiņa, giocatrice di beach volley lettone
- 1998 - Najee Harris, giocatore di football americano statunitense
- 1998 - Stephanie Jenal, sciatrice alpina svizzera
- 1998 - Abdoulaye N'Doye, cestista francese
- 1998 - Leverton Pierre, calciatore haitiano
- 1998 - Ezequiel Santos da Silva, calciatore brasiliano
- 1998 - Felipe Saraiva, calciatore brasiliano
- 1998 - Paul Scruggs, cestista statunitense
- 1998 - Jakub Sedláček, calciatore slovacco
- 1998 - Gentian Selmani, calciatore albanese
- 1998 - Benjamín Száraz, calciatore slovacco
- 1998 - Kaylin Whitney, velocista statunitense
- 1998 - João Lucas, calciatore brasiliano
- 1999 - Keanan Bennetts, calciatore inglese
- 1999 - Filip Božić, calciatore serbo
- 1999 - Javain Brown, calciatore giamaicano
- 1999 - Lucian Buzan, calciatore rumeno
- 1999 - Thierry Correia, calciatore portoghese
- 1999 - Carlos Cuesta, calciatore colombiano
- 1999 - László Deutsch, calciatore ungherese
- 1999 - Martin Experiénce, calciatore haitiano
- 1999 - Andrin Gulich, canottiere svizzero
- 1999 - Audrey Leduc, velocista canadese
- 1999 - Maximiliano Lovera, calciatore argentino
- 1999 - Fūka Nagano, calciatrice giapponese
- 1999 - Aniek Nouwen, calciatrice olandese
- 1999 - Joaquín Ochoa, attore argentino
- 1999 - Esezi Otomewo, giocatore di football americano statunitense
- 1999 - Tomás Rodríguez, calciatore panamense
- 1999 - Alberto Soro, calciatore spagnolo
- 1999 - Shokhboz Umarov, calciatore uzbeko
- 1999 - Yago Mateus dos Santos, cestista brasiliano
- 1999 - Marta Zenoni, mezzofondista italiana
- 1999 - Bregje de Brouwer, nuotatrice artistica olandese
- 1999 - Noortje de Brouwer, nuotatrice artistica olandese
- 2000 - Carter Bradley, giocatore di football americano statunitense
- 2000 - SirVocea Dennis, giocatore di football americano statunitense
- 2000 - Abdelrahman Elaraby, nuotatore egiziano
- 2000 - Drew Kibler, nuotatore statunitense
- 2000 - Nika Križnar, saltatrice con gli sci slovena
- 2000 - Khaby Lame, senegalese
- 2000 - Pedro Neto, calciatore portoghese
- 2000 - Sven Mijnans, calciatore olandese
- 2000 - Federico Navarro, calciatore argentino
- 2000 - Tim Siersleben, calciatore tedesco
- 2000 - Mehdi Çoba, calciatore albanese

## XXI secolo(31)
- 2001 - Jacob Abel, pilota automobilistico statunitense
- 2001 - Fahad Badr, calciatore emiratino
- 2001 - Toni Fruk, calciatore croato
- 2001 - Edgar Guerra, calciatore colombiano
- 2001 - Jeon So-mi, cantante sudcoreana
- 2001 - Laurine Lugon-Moulin, sciatrice alpina francese
- 2001 - Musti, rapper norvegese
- 2001 - Kian Ronan, calciatore inglese
- 2002 - Kristjan Asllani, calciatore albanese
- 2002 - Omar Faraj, calciatore palestinese
- 2002 - Usman Garuba, cestista spagnolo
- 2002 - Gaia Guiducci, pallavolista italiana
- 2002 - N'Dri Philippe Koffi, calciatore ivoriano
- 2002 - Tobe Leysen, calciatore belga
- 2002 - Zito Luvumbo, calciatore angolano
- 2002 - Pedro Vite, calciatore ecuadoriano
- 2002 - Álex Vázquez, calciatore uruguaiano
- 2002 - Álvaro Zamora, calciatore costaricano
- 2002 - Mengqiu Zhang, sciatrice alpina cinese
- 2003 - José Herrera, calciatore boliviano
- 2003 - Sunisa Lee, ginnasta statunitense
- 2003 - Kye Livingstone, calciatore gibilterriano
- 2003 - Martin Talakov, calciatore macedone
- 2003 - Michelle Velzeboer, pattinatrice di short track olandese
- 2004 - Matteo Dams, calciatore belga
- 2004 - Oumar Ngom, calciatore mauritano
- 2004 - Xiong Shiqi, lunghista cinese
- 2005 - Elisabeth Bocock, sciatrice alpina statunitense
- 2005 - Malcolm Jeng, calciatore svedese
- 2005 - Elliot Stroud, calciatore svedese
- 2006 - Riccardo Dalla Mana, atleta paralimpico italiano